# عمان در المپیک تابستانی ۲۰۲۴
کاروان المپیکی عمان متشکل ۴ ورزشکار عمانی که به صورت رسمی تحت پرچم سلطان‌نشین عمان به مسابقه می‌پردازند، یکی از کاروان‌های حاضر در بازی‌های المپیک تابستانی ۲۰۲۴ بود. این مسابقات از ۲۶ ژوئیه تا ۱۱ اوت ۲۰۲۴ (۵ تا ۲۱ امرداد ۱۴۰۳ خورشیدی) به میزبانی پاریس، پایتخت فرانسه برگزار شد. این حضور یازدهمین حضور رسمی ورزشکاران عمانی در بازی‌های المپیک تابستانی بود. عمانی‌ها تاکنون نتوانسته‌اند مدالی در المپیک تابستانی به‌دست آورند. این روند در این المپیک نیز تکرار شد و عمان در جدول رتبه‌بندی جای نگرفت.

## شرکت‌کنندگان
ورزشکاران عمانی در رشته‌های زیر به رقابت پرداختند.
| ورزش        | مردان | زنان | جمع |
| ----------- | ----- | ---- | --- |
| دو و میدانی | ۱     | ۱    | ۲   |
| تیراندازی   | ۱     | ۰    | ۱   |
| شنا         | ۱     | ۰    | ۱   |
| جمع         | ۳     | ۱    | ۴   |

## دو و میدانی
ورزشکاران دو و میدانی عمانی براساس رده‌بندی جهانی در مسابقات زیر (حداکثر ۳ ورزشکار) به استانداردهای ورودی المپیک پاریس ۲۰۲۴ دست یافتند: 
کلید
- Note–رتبه‌هایی که برای رویدادهای پیست داده می‌شود فقط در حد گرمای ورزشکار است
- Q = گزینش برای دور بعدی
- q = واجد شرایط برای دور بعدی به عنوان سریعترین بازنده "یا"، در مسابقات میدانی، بر اساس موقعیت بدون دستیابی به هدف مقدماتی
- NR = رکورد ملی
- N/A = دور برای رویداد قابل اجرا نیست
- Bye = ورزشکار برای شرکت در این دور برگزیده نشده

رویدادهای مسیر و جاده
| ورزشکار          | رویداد        | مقدماتی | مقدماتی | شانس مجدد   | شانس مجدد   | نیمه نهایی  | نیمه نهایی  | نهایی       | نهایی       |
| ورزشکار          | رویداد        | نتیجه   | رتبه    | نتیجه       | رتبه        | نتیجه       | رتبه        | نتیجه       | رتبه        |
| ---------------- | ------------- | ------- | ------- | ----------- | ----------- | ----------- | ----------- | ----------- | ----------- |
| علی انور البلوشی | ۱۰۰ متر مردان | استراحت | استراحت | ۱۰٫۲۶       | ۶           | پیشروی نکرد | پیشروی نکرد | پیشروی نکرد | پیشروی نکرد |
| مزون علوی        | ۱۰۰ متر زنان  | ۱۲٫۵۸   | ۲۶ام    | پیشروی نکرد | پیشروی نکرد | پیشروی نکرد | پیشروی نکرد | پیشروی نکرد | پیشروی نکرد |

## تیراندازی
تیراندازان عمانی براساس تخصیص نقاط جهانشمول به سایر مناطق، سهمیه المپیک پاریس ۲۰۲۴ را به‌دست آوردند. 
| ورزشکار     | رویداد     | صلاحیت | صلاحیت | نهایی       | نهایی       |
| ورزشکار     | رویداد     | نکته‌ها | رتبه   | نکته‌ها      | رتبه        |
| ----------- | ---------- | ------ | ------ | ----------- | ----------- |
| سعید الختری | تراپ مردان | ۱۱۴    | ۳۰     | پیشروی نکرد | پیشروی نکرد |

## شنا
یک شناگر عمانی جواز حضور را برای شرکت در المپیک ۲۰۲۴ پاریس کسب کرد.
| ورزشکار     | رویداد             | مقدماتی | مقدماتی | نیمه‌نهایی   | نیمه‌نهایی   | نهایی       | نهایی       |
| ورزشکار     | رویداد             | زمان    | رتبه    | زمان        | رتبه        | زمان        | رتبه        |
| ----------- | ------------------ | ------- | ------- | ----------- | ----------- | ----------- | ----------- |
| عیسی العدوی | ۱۰۰ متر آزاد مردان | ۵۳٫۱۹   | ۷۰      | پیشروی نکرد | پیشروی نکرد | پیشروی نکرد | پیشروی نکرد |